# Golovik
Golovik – wieś w Chorwacji, w żupanii primorsko-gorskiej, w gminie Mošćenička Draga. W 2011 roku liczyła 84 mieszkańców.